# Waschhaus (Boviolles)

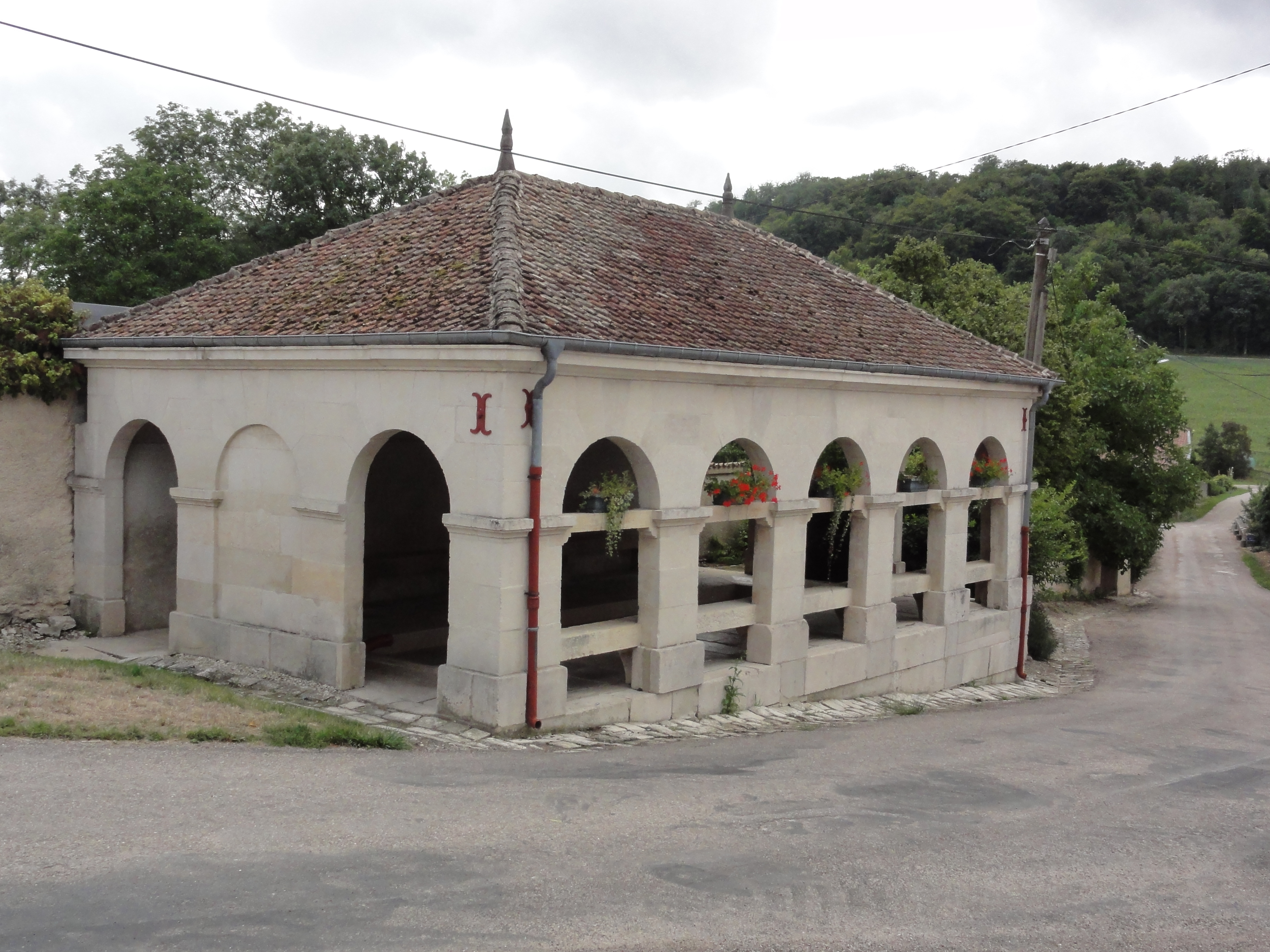
Waschhaus in Boviolles

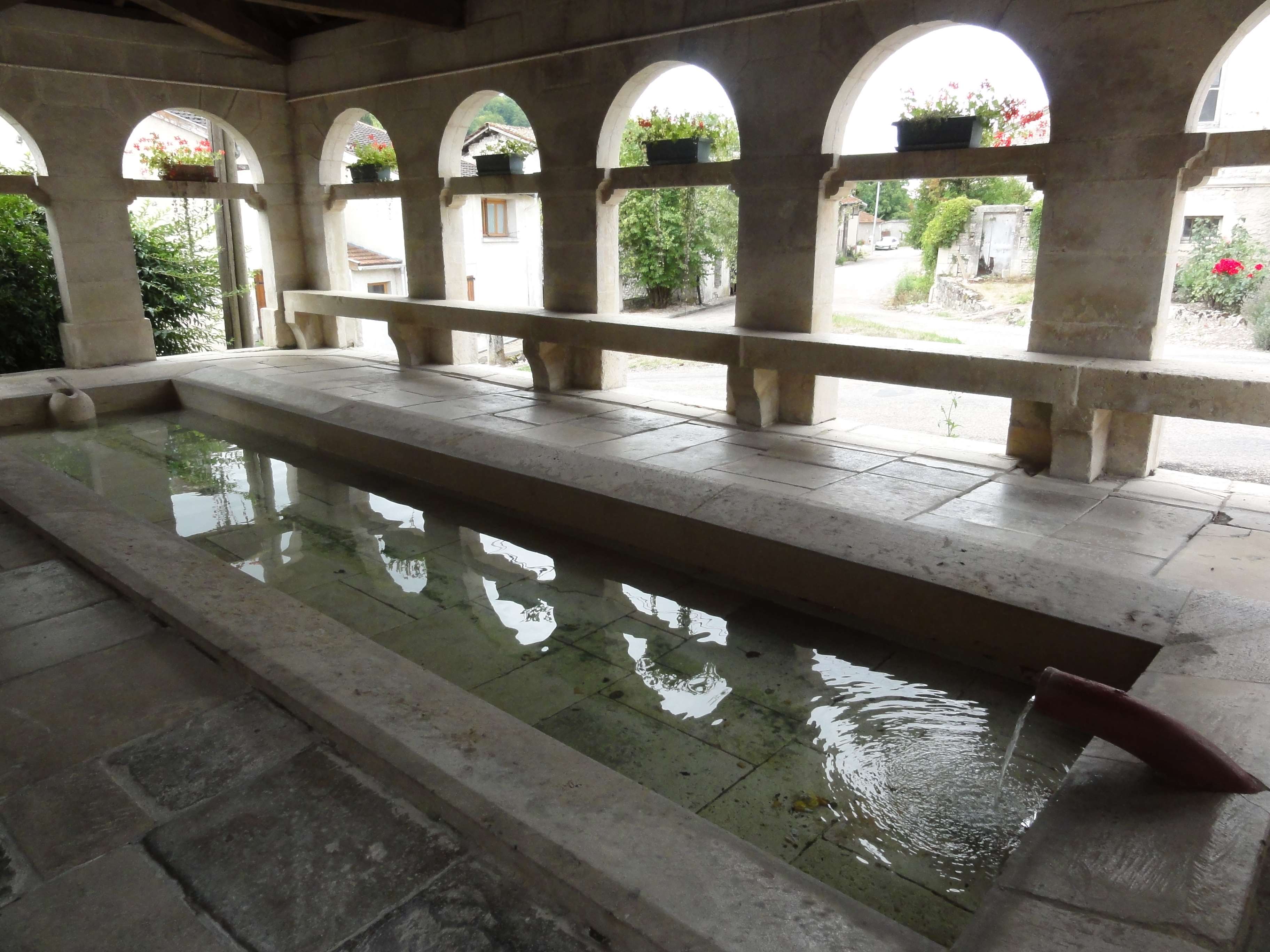
Innenansicht

Das Waschhaus (französisch lavoir) in Boviolles, einer französischen Gemeinde im Département Meuse in der Region Grand Est, wurde im 19. Jahrhundert errichtet. 
Das öffentliche Waschhaus an der Rue de l’Oppidum, das nach Plänen des Architekten Aubin Laratte aus Sauvoy errichtet wurde, besteht aus Quadermauerwerk und einem Walmdach. An drei Seiten sind hohe Rundbogenöffnungen vorhanden. An der vierten Seite dient eine lange Steinbank zum Lagern der Wäsche.  